# 高登明
高登明（？—？），號東始，直隸寧國府宣城縣（今安徽宣城市）人，明朝政治人物。

## 生平
萬曆十三年（1585年）乙酉科應天府鄉試舉人。萬曆二十年（1592年），登壬辰科第三甲第三名進士，工部觀政，六月授中書舍人，二十二年丁憂。二十四年補原职，二十七年丁憂。二十九年補原职，三十年仕至吏部主事。三十二年升员外郎，三十三年养病。三十五年復除原职。

## 家族
曾祖高彥馨；祖父高楷；父高清，冠带乡宾。